# Гундобин, Владимир Васильевич
Владимир Васильевич Гундобин (1801, Муром, Владимирская губерния — 6 (18) марта 1883, Муром, Российская империя) — российский государственный и общественный деятель, городской голова города Мурома (1860—1863, 1869); купец, потомственный почётный гражданин.

## Биография
Родился в Муроме в 1801 году в семье Василия Петровича Гундобина (1757 — 25.12.1829), служившего подьячим в приказной канцелярии. Был последним сыном от второй жены отца, Анны Николаевны (1762—?).
В 1856 году числился муромским купцом второй гильдии и землевладельцем. На 1860 год был владельцем участка для беления полотен в Муроме.
С 1860 по 1863 был на выборной должности муромского городского головы и в 1869 году дослуживал срок в той же должности в связи с неожиданной кончиной градоначальника купца А. В. Ермакова.
Был членом попечительского совета муромского реального училища, а с 1872 по 1875 год — старостой Казанской (Николо-Можайской) церкви города Мурома.
В 1883 году числился гласным (депутатом) Городской думы.
Скончался 6 (18) марта 1883 года. Похоронен на кладбище Спасо-Преображенского монастыря.

## Семья
Жена — Агрипина (Аграфена) Егоровна (урождённая Стулова; 1806 — 24.11.1886), похоронена вместе с мужем.